# زلاتانتسه
زلاتانتسه (به صربی: Zlatance) یک منطقهٔ مسکونی در صربستان است که در تسرنا تراوا واقع شده‌است. زلاتانتسه ۱۵۸ نفر جمعیت دارد.